# ルース・マリー・ジャーマン・白石
ルース・マリー・ジャーマン（旧姓：白石、英: Ruth Marie Jarman〈previously Shiraishi〉、1966年5月30日 - ）は、実業家、コンサルタント、ジャーマン・インターナショナルの代表取締役（CEO）、富士紡ホールディングスの社外取締役、株式会社KADOKAWAの社外取締役。

## 経歴
米国ノースカロライナ州生まれ。ハワイ州育ち。ボストンのタフツ大学国際関係学部に入学する。在学中に日本に留学する。1988年に、リクルートに入社。同年、日本語能力試験（JLPT）1級を取得する。2007年に、欧米系女性として初の宅地建物取引主任者となる。（株）スペースデザインに在籍し、新規事業として東京・横浜・ドバイで、外国人向けの家具付きサービスアパートメントの開発・運営に携わる。2012年4月に、（株）ジャーマン・インターナショナルを起業した。

## 人物
アイルランド系アメリカ人。1991年に日本人と結婚し、2012年に離婚。2児の母。在日米国商工会議所において多くのイベント企画を手がける。公益財団法人日本女性学習財団評議員と一般社団法人HRM協会理事も務める。
祖父はオクラホマ州を代表したジョン・ヘンリー・ジャーマン2世、父はジョン・ジャーマン3世、母はメアリー・フィッシャーである。

## 受賞
- 2013年度、リーダー・オブ・ザ・イヤー（女性／東京地区）に選ばれる[要出典]。

## TV出演
- しごとの基礎英語（NHK Eテレ、2013年 - 2018年）
- Japan Spirit（チャンネル桜）

| タイトル                                     | 放送日         |
| -------------------------------------------- | -------------- |
| ルーシーさんに聞く! 日本人が世界に誇れること | 2016年12月29日 |
| 日本の文化力と発想を世界へ!                  | 2017年2月28日  |
- 世界一受けたい授業（日本テレビ、2021年 4月10日）

## 著書
- 『日本人が世界に誇れる33のこと』あさ出版、2012年。
- 『やっぱりすごいよ、日本人』あさ出版、2014年。
- 『世界に輝くヤマトナデシコの底力』モラロジー研究所、2015年。
- 『ビジネス英語 : 魔法の切り返し』洋泉社、2017年。